# Хесус Хил Манзано
Хесус Хил Манзано (шп. Jesús Gil Manzano) је шпански фудбалски судија. Суди у шпанској Примери. Дебитовао је у Ла Лиги 25. августа 2012. на утакмици између Малаге и Мајорке. Манзано се такође појавио у утакмици четвртфинала Купа краља 2013–14 између Расинга из Сантандера и Реал Сосиједада, где је Расинг одбио да игра након једног минута.
После утакмице између Барселоне и Ђироне 23. септембра 2018, која је завршена резултатом 2-2, Лионел Меси је одбио да се рукује са њим после меча. Такође је судио на утакмицама највиших лига разних земаља, као што је 10. фебруара 2019. у дербију Паок - Олимпијакос 3–1.
Прва међународна утакмица коју је Монзано судио је била пријатељска између репрезентација Француске и Шведске одржане 18. новембра 2014. године у Марсеју.

## Успеси
- Трофеј Винсента Асебеда (Ла Лига 2017/18)[9]

| Копа Америка 2021. – Бразил | Копа Америка 2021. – Бразил | Копа Америка 2021. – Бразил | Копа Америка 2021. – Бразил |
| Датум                       | Меч                         | Место одржавања             | Роунд                       |
| --------------------------- | --------------------------- | --------------------------- | --------------------------- |
| 18. јун 2021.               | Чиле – Боливија             | Кујаба                      | Групна фаза                 |
| 23. јун 2021.               | Еквадор – Перу              | Гојанија                    | Групна фаза                 |
| 3. јул 2021.                | Уругвај – Колумбија         | Бразилија                   | Четвртфинале                |